# Фёдоровка (Фёдоровский район, Саратовская область)
Фёдоровка — село в Фёдоровском районе Саратовской области, административный центр сельского поселения Фёдоровское муниципальное образование.
Население — 779 (2010)

## История
Предположительно основано в начале XIX века. Село входило в Фёдоровскую (Семёновскую) волость. Крестьяне делились на два общества: малоросское и русское. Входило в Новоузенский уезд Самарской губернии.
В 1858 году построен православный храм в честь Покрова Божией Матери. Покровская церковь в 1880-х годах сгорела, вместо неё в 1891 году возвели новый храм во имя Рождества Христова. К 1873 году начала работу смешанная земская школа. В 1897 году открылась народная бесплатная библиотека-читальня.
По состоянию на 1910 год удобной надельной земли у крестьян имелось 6701 десятина, неудобной — 2510. В селе работали церковь, земская больница, почтовое отделение, земская станция, ветеринар, доктор, фельдшер, акушерка, шесть ветряных мельниц и паровая мельница братьев Гусевых, военный конский участок. По понедельникам проводились базары, два раза в год собирались ярмарки. Имелось три школы: земская, двухклассная министерская и церковно-приходская. В 1914 году создана добровольная пожарная дружина.
С 1922 года — в составе Фёдоровского кантона Трудовой коммуны немцев Поволжья (с 1924 года — АССР немцев Поволжья).
В 1926 году в Фёдоровке насчитывалось 530 домохозяйств (среди них 20 немецких, 114 русских, 388 украинских). В этот период в селе вместо старых дореволюционных школ открылась школа крестьянской молодёжи. В 1932 году в Фёдоровке начали работу Кантонуправление Маслопрома Неммаслопрома и семилетняя школа, в 1935 году — школа-девятилетка. В 1938 году Фёдоровская школа колхозной молодежи была реорганизована в среднюю. В 1939 году Фёдоровка утратила статуса кантонного центра, административный центр кантона был перенесён в посёлок Мокроус.
В годы Великой Отечественной войны погибло около 13 десятков фёдоровцев. В 1941 году после расформирования немецкой АССР Фёдоровский кантон был преобразован в Фёдоровский район Саратовской области.

## Физико-географическая характеристика
Село расположено в степной местности, в Низком Заволжье, в пределах Сыртовой равнины, относящейся к Восточно-Европейской равнине, по левой стороне балки Филимошка (левый приток реки Большой Караман), на высоте около 80 метров над уровнем моря. Рельеф — равнинный, полого-увалистый. Почвы тёмно-каштановые.
К селу имеется подъезд от федеральной автодороги Р236 (11 км). Автомобильными дорогами Фёдоровка связана с соседними сёлами Романовка (17 км) и Первомайское (18 км). По автомобильным дорогам расстояние до районного центра посёлка Мокроус — 17 км, до областного центра города Саратов — 150 км, до ближайшего города Ершов — 68 км
Климат
Климат умеренный континентальный (согласно классификации климатов Кёппена — Dfa). Среднегодовая температура воздуха положительная и составляет + 6,1 °C. Средняя температура января — 11,0 °С, июля + 22,7 °С. Многолетняя норма осадков — 452 мм. В течение года количество выпадающих осадков распределено относительно равномерно: наименьшее количество осадков выпадает в марте (26 мм), наибольшее — в июне и ноябре (по 47 мм).
Часовой пояс
Фёдоровка, как и вся Саратовская область, находится в часовой зоне МСК+1. Смещение применяемого времени относительно UTC составляет +4:00.

## Население
Динамика численности населения
| 1846 | 1859 | 1873 | 1889 | 1897 | 1910 | 1926 | 1987 | 2002 |
| ---- | ---- | ---- | ---- | ---- | ---- | ---- | ---- | ---- |
| 484  | 766  | 976  | 1387 | 1841 | 2052 | 2382 | ≈980 | 899  |

| 2002 | 2010 |
| ---- | ---- |
| 917  | ↘779 |